# Sangre de mi sangre (Game of Thrones)
«Sangre de mi sangre» es el sexto episodio de la sexta temporada de la serie de televisión de fantasía medieval Game of Thrones, de la cadena HBO. Tiene una duración de 52 minutos. Bryan Cogman  escribió el episodio y Jack Bender lo dirigió.
Este episodio ganó el premio Mejor diseño de producción para una narración contemporánea o programa fantástico en los Emmys técnicos 2016.

## Argumento

### Más allá del Muro
Bran (Isaac Hempstead-Wright) y Meera Reed (Ellie Kendrick) huyen de los espectros que les perseguían desde la Cueva del Cuervo de tres ojos. Bran, todavía preso de sus visiones, presencia varios acontecimientos del pasado, como Jaime Lannister matando al rey Aerys II Targaryen, su propia caída en Invernalia, la Boda Roja, y un reguero de explosiones de fuego valyrio bajo Desembarco del Rey. Cuando los espectros empiezan a acercarse, un jinete vestido de negro aparece y acaba con algunos de ellos, mientras que recoge a Meera y a Bran para ayudarles a escapar. Bran despierta para encontrarse frente a su tío, Benjen Stark (Joseph Mawle), que había desaparecido más allá del Muro. Benjen explica que fue apuñalado por un caminante blanco, pero fue salvado por los Hijos del Bosque. Asegura además a su sobrino que él es ahora el nuevo Cuervo de tres ojos.

### En Colina Cuerno
Samwell Tarly (John Bradley-West), Elí (Hannah Murray) y el bebé llegan a Colina Cuerno, el asentamiento de la Casa Tarly. Sam advierte a Elí de no revelar delante de su familia que es una salvaje, debido a que su padre los odia. Son muy bien recibidos en el patio de armas por la madre de Sam, Lady Melessa Florent (Samantha Spiro) y Talla Tarly (Rebecca Benson), la hermana pequeña de Samwell. En la cena familiar, Lord Randyll Tarly (James Faulkner) habla despectivamente de Sam, especialmente sobre su peso y su falta de destreza en combate. Elí defiende a Sam, mencionando que acabó con un caminante blanco. Cuando el hermano de Sam, Dickon Tarly (Freddie Stroma), insiste en que los caminantes blancos no existen, Elí asegura que si los ha visto mientras descendía hacia el Castillo Negro, revelando sus orígenes. Disgustado, Lord Randyll insulta más a Sam y Elí, lo que provoca en Lady Melessa y Talla abandonar el salón. Randyll le dice a Sam que pueden pasar la noche, pero que nunca más pondrán los pies en su hogar. Sam se despide de Elí, pero luego cambia de opinión y decide llevárselos consigo a la Ciudadela. Al salir, Sam se lleva también a Veneno de Corazón, el arma ancestral de su familia.

### En Braavos
Arya Stark (Maisie Williams), una vez más vuelve a asistir a la obra de teatro para ver a Lady Crane (Essie Davis). Arya se cuela entre bastidores durante el último acto, y envenena el ron de la actriz. Posteriormente cambia de parecer, e interviene tirando el ron de Lady Crane al suelo, señalando que una de sus compañeras la quiere muerta. Todo es presenciado por la Niña Abandonada (Faye Marsay), que vuelve a contar a Jaqen H'ghar (Tom Wlaschiha) un nuevo fracaso de Arya. Jaqen da permiso a la Niña Abandonada de matar a Arya, a condición de que Arya no sufra. Mientras tanto, Arya recupera a Aguja de las rocas donde la había escondido.

### En Desembarco del Rey
En Desembarco del Rey, el Gorrión Supremo (Jonathan Pryce), junto con el rey Tommen Baratheon (Dean-Charles Chapman) aguardan el paseo de expiación de la reina Margaery Tyrell (Natalie Dormer). El Gorrión Supremo permite a Tommen visitar antes a su esposa, donde descubre que Margaery ha abrazado la Fe de los Siete y se ha arrepentido de sus pecados. Jaime Lannister (Nikolaj Coster-Waldau) y Lord Mace Tyrell (Roger Ashton-Griffiths) dirigen el ejército Tyrell por las calles de Desembarco del Rey ante el Gran Septo de Baelor, donde el Gorrión Supremo presenta a Margaery al pueblo llano de Desembarco del Rey. Jaime ordena el Gorrión Supremo liberar a Margaery y su hermano Loras Tyrell, amenazando abiertamente a los militantes de la Fe. El Gorrión Supremo declara que Margaery no tendrá que realizar una caminata de expiación, y en su lugar presenta al rey Tommen, que ha accedido unir a la Fe y a la Corona. En el salón del trono, el rey Tommen releva a Jaime de sus deberes como Guardia Real, para consternación del propio Jaime. Al hablar con Cersei Lannister (Lena Headey), Jaime revela que ha recibido órdenes para expulsar al Pez Negro de Aguasdulces, pero que prefería matar a los militantes para liberar a Tommen de su influencia. Cersei le advierte que si lo intenta, todo será en vano, animando en su lugar a que proceda a marchar sobre Aguasdulces.

### En Los Gemelos
Lord Walder Frey (David Bradley) recibe la noticia de que Aguasdulces ha sido retomada por Brynden Tully. Walder reprende a sus hijos Lothar Frey y Walder Ríos, que había recibido la orden de defender la fortaleza. Ellos se justifican en que varios señores ribereños, incluyendo la Casa Mallister y la Casa Blackwood, se han levantado en rebelión contra la Casa Frey, y la Hermandad sin Estandartes están atacando sus suministros y campamentos. Lord Walder exige que la fortaleza de los Tully sea recapturada, negándose a ser humillado por no ser capaz de mantener un único castillo. Ordena a sus hombres traer a Edmure Tully (Tobias Menzies), prisionero desde la Boda Roja, y declara que será utilizado para la toma de Aguasdulces.

### En el Mar Dothraki
Daenerys Targaryen (Emilia Clarke) discute con Daario Naharis (Michiel Huisman) sobre cuántos barcos necesitará para cruzar el Mar Angosto con los dothrakis, los Inmaculados y los Segundos Hijos. Al sentir una sospechosa ráfaga de viento, Daenerys se adelanta para conocer el origen del ruido. Cuando Daario se prepara para seguirla, Drogon sobrevuela el khalasar, con Daenerys montada en su lomo. Dany procede a reunir a los dothrakis, afirmando que elige a todos como sus jinetes de sangre, animándoles a la conquista de los Siete Reinos.

## Producción
El episodio fue escrito por Bryan Cogman y el ha sido escritor de la serie desde su principio, Benioffescribiendo otros siete episodios, así como el episodio posterior. El título del episodio, "sangre de mi sangre", es una frase famosa de los Dothrakis entre un Khal y sus jinetes de sangre. Algunos elementos del episodio se basan de la sexta novela de Vientos de invierno , que el autor George R.R. Martin esperaba haber completado antes de que comenzara la sexta temporada. En el segmento de "Inside the Episode" publicado por HBO tras la primera emisión del episodio, los cocreadores y productores ejecutivos de la serie David Benioff y D.B. Weiss fueron entrevistados, y específicamente se refirió a Benjen Stark indistintamente como "Manosfrias. "

## Recepción
El episodio fue recibido positivamente por críticos que elogiaron el regreso de varios personajes notables de épocas pasadas como Benjen Stark y Walder Frey, así como el regreso de Samwell Tarly a Colina cuerno y la decisión de Arya de volver ser un Stark abandonando las enseñanzas de los hombres sin rostro. Ha recibido una calificación del 91 % en el sitio web del agregador de reseñas Rotten Tomatoes de 43 revisiones con un puntaje promedio de 7,6 / 10, una disminución sobre el episodio anterior. Y por primera vez de esta temporada el dato ha caído por debajo de los 7 millones de espectadores, una cifra envidiable si la comparamos con los años anteriores, pero la más baja de la temporada por un amplio espacio. Más concretamente, el episodio de Juego de tronos marcó 6,71 millones de espectadores en su primera emisión de HBO en EE. UU. Más de un millón de espectadores menos que el anterior episodio, un dato que sorprende por el emocionante final que este tuvo.